# Горьковське сільське поселення (Бєлгородська область)
Горьковське сільське поселення - скасоване муніципальне утворення у складі Грайворонського району Бєлгородської області Російської Федерації .
Адміністративний центр - селище Горьковський .
19 квітня 2018 року скасовано при перетворенні Грайворонського району на Грайворонський міський округ  . Утворено Горьківську сільську територію.

## Історія
Горьковське сільське поселення утворене 20 грудня 2004 року відповідно до Закону Бєлгородської області № 159  .

## Населення
| 2010 | 2011 | 2012 | 2013 | 2014 | 2015 | 2016 |
| ---- | ---- | ---- | ---- | ---- | ---- | ---- |
| 970  | ↘966 | ↗972 | ↗976 | ↘947 | ↗955 | ↘949 |
| 2017 |      |      |      |      |      |      |
| ↘938 |      |      |      |      |      |      |

| 2010 | 2011 | 2012 | 2013 | 2014 | 2015 | 2016 |
| ---- | ---- | ---- | ---- | ---- | ---- | ---- |
| 970  | ↘966 | ↗972 | ↗976 | ↘947 | ↗955 | ↘949 |
| 2017 |      |      |      |      |      |      |
| ↘938 |      |      |      |      |      |      |

## Склад сільського поселення
| № | Населений пункт | Тип населеного пункту          | Населення |
| - | --------------- | ------------------------------ | --------- |
| 1 | Горьковський    | селище, адміністративний центр | ↗ 429     |
| 2 | Добропілля      | селище                         | ↘ 52      |
| 3 | Козачок         | селище                         | ↗ 22      |
| 4 | Совхозний       | селище                         | ↘ 90      |
| 5 | Чапаєвський     | селище                         | ↘ 377     |